# Petrus Johannes van der Linden
Petrus Johannes van der Linden was een van de weinige Engelandvaarders die zonder gids de Pyreneeën overstak.
Petrus van der Linden was assistent-accountant. Hij zat in het verzet en bracht illegale krantjes rond. De 23-jarige verzetsman  vertrok op 3 juli 1943 naar Engeland en reisde alleen. Via Parijs en Zuid-Frankrijk bereikte bij Bayonne, waar hij informatie inwon over de mogelijkheden om naar Spanje te gaan. Op 20 juli 1943 bereikte hij Spanje.
Hij dacht verder in vrijheid te kunnen reizen maar werd gearresteerd en naar concentratiekamp Miranda de Ebro gebracht. Op 15 augustus 1943 kwam hij al vrij.
Op 15 september probeerde hij, met behulp van H. Maas Geesteranus die voor Bureau Inlichtingen in Lissabon werkte, illegaal Portugal te bereiken. Het konvooi werd gearresteerd en via Madrid kwam hij weer in Miranda terecht. 
Op 11 december ging hij met een Frans konvooi via Madrid en Málaga naar Casablanca. In dat konvooi gingen nog twee Nederlanders mee, M. E. H. Camps en R. J. N. Sanders. De drie reisden vandaar naar Algiers, en vertrokken op 30 januari 1944 naar Engeland. Ze kwamen op 8 februari 1944 in Londen aan.
Van der Linden ging bij de KNIL.

## Referentie
- De Schakel, editie januari 2013, pp. 8-9.